# AUN J-CLASSIC ORCHESTRA
AUN J-CLASSIC ORCHESTRA（アウン　ジェイ　クラシック　オーケストラ）は、和楽器のみで構成されるユニット。
コンセプトは「音楽には、国境はないが私たちの音楽には国籍はある」。

## メンバー
- 井上良平（和太鼓、三味線）
- 井上公平（和太鼓、三味線、笛）
- 石垣征山（尺八）
- 山田路子（篠笛）
- 市川慎（箏）
- 山野安珠美（箏）
- 尾上秀樹（中棹三味線）
- 2020年脱退
- 秀 -HIDE-（鳴物）

※井上良平と井上公平は双子である。

## 来歴
- 2008年結成。

## ディスコグラフィー
- 2008年12月17日 「和楽器でジブリ」をリリース
- 2010年2月3日 「桜-sakura-」をリリース
- 2011年2月9日 「道~Road~」をリリース
- 2012年3月11日 「美しき日本の響き」をリリース
- 2013年3月13日 「八人の響き」をリリース
- 2013年8月1日 「勝祭」をリリース（横浜ベイスターズとのコラボレーション）
- 2014年2月2日 「ONE ASIA」ミニアルバムをリリース
- 2014年9月10日 「ONE ASIA」カンボジア　アンコールワットの野外コンサートをDVDとしてリリース
- 2014年11月12日 「OCTET」をリリース
- 2015年10月14日 「JAPON」をリリース　「和楽器でジブリ」を再リリース
- 2016年3月23日 「和楽器で桜」再リリース
- 2016年8月31日 「祭」＆「Sound Collection」を2枚同時リリース
- 2016年10月15日 「和楽器でクラシック」再リリース
- 2016年11月18日 「和楽器で四季」再リリース
- 2017年5月17日 「和楽器で盆踊り」リリース
- 2017年7月19日 「ONE ASIA Joint Concert 2016」リリース
- 2018年9月26日 「和楽器でアニソン」リリース
- 2019年6月12日 「響〜THE SOUNDS OF JAPAN〜」リリース
- 2019年7月26日 「AUN J CLASSIC ORCHESTRA LIVE DVD! AT MITSUKOSHI THEATER」三越劇場での公演をDVDとしてリリース
- 2019年12月27日 「光への扉」配信リリース
- 2020年4月27日 「Heal The World」再配信リリース
- 2021年3月24日　「環ル森」サステイナブルフォレスト　リリース
- 2021年7月1日 「日本応援団２０２０」配信リリース
- 2021年8月1日 「JUMP」配信リリース
- 2021年9月1日 「SUNSET」配信リリース
- 2021年10月1日 「この風に吹かれて feat.鈴木瑛美子」配信リリース
- 2021年11月1日 「この風に吹かれて」配信リリース。「この風に吹かれて feat.鈴木瑛美子」のインストゥルメンタルバージョン
- 2021年12月1日 「ARATA」配信リリース

## 出演番組
AUN J クラシック・オーケストラの音楽紀行ドキュメンタリー番組
★2010年9月25日　放送
第1弾
BS日テレ開局10周年特別番組
『和の絆　世界遺産“モン・サン・ミッシェル”に響く！』
【ナレーター】一青 窈
10月16日（土）　[再]
12月11日（土）　[再]
2011年11月27日（日）[再]
2013年1月4日　18：00～19：55[再]
https://archive.fo/JLrk
★2011年12月11日（日）放送
第2弾
BS日テレ/2時間番組
『和の調べ』世界遺産“ローマ・サンマリノ”に響く！』
～若き和楽器奏者が奏でるふるさとの音～
【ナレーター】由紀さおり
2012年1月22日（日）[再]
★2012年12月22日（土）放送
第3弾
BS日テレ年末特番
『和の響き　世界遺産ドゥブロヴニクへ』
～和楽器のこころが西洋と交わる時～
【ナレーター】草刈民代
(当番組はCNTB メディアアワード　ゴールドペン賞受賞しました！)
1月27日（日）[再]
★2013年12月21日（土）放送
BS日テレ年末特番
第4弾
『和の想い世界遺産“アンコールワット”に響く！』
～若き和楽器奏者とアジア音楽との共演～
【ナレーター】貫地谷しほり
2014年1月26日（日）[再]
https://archive.fo/XvGmM
★2014年12月27日（土）放送
BS日テレ年末特番
第5弾
『ONE ASIA への道！』
～若き和楽器奏者たちが紡ぐベトナムとの友情～
【ナレーター】永作博美
2015年　1月24日（土）[再]
　　　　12月27日（日）[再]
https://archive.fo/PNX8Q
★2015年12月27日 放送
BS日テレ年末特番
第6弾
ONE ASIA への道 2015 ラオス編
～和楽器奏者たちが紡いだアジアの絆～
【ナレーター】 斉藤由貴
2016年1月23日（土）[再]
http://www.bs4.jp/guide/document/oneasia_laos/
★2016年12月28日 放送
BS日テレ年末特番
第7弾
ONE ASIA への道 2016 シンガポール編
【ナレーター】 菊池桃子
2017年1月22日（日）[再]
◎「題名のない音楽会」
★2011年8月21日
テレビ朝日
「題名のない音楽会」op.2231
【これぞ新世代邦楽!?～和楽器オーケストラ登場！】に初出演
★2015年7月12日放送
テレビ朝日
「題名のない音楽会」op.2419
【再発見！日本の美～和楽器の新たな挑戦】に出演。
ゲスト：壇蜜
★2016年11月20日放送
テレビ朝日
「題名のない音楽会」
【和楽器を知る音楽会】に出演。
★2017年12月2日放送
テレビ朝日
「題名のない音楽会」OP.2538
【アジアの楽器を楽しむ音楽会】に出演。
★2018年1月6日放送
テレビ朝日
「題名のない音楽会」OP.2542
【和楽器を楽しむ音楽会】に出演。
★2011年3月21日　放送
TBSはなまるマーケット『はなまるスポットライト』コーナー　出演
★2012年5月1日（火）一ヶ月間、ANA国際線で、AUN J の「美しき日本の響き」を機内オーディオ番組で放送。
ANA国際線で、「和楽器ユニット AUN J イタリアツアー」を機内ビデオ番組で放映
★2012年5月24日（木）　午後8時30分～9時30分
『文化放送ライオンズナイタースペシャル　～　AUN Jクラシックオーケストラ　ウツクシキ　ニホンノ　ヒビキ』
★2012年7月2日（月）NHKテレビ『こんにちはいっと6けん』に出演
★2012年8月31日（金）NHK「にっぽんの芸能」四季の響き～和楽器でつむぐ季節の音色～に出演
★2013年3月18日（月）～29日（金）NHK Eテレ『てれび絵本　浮世絵えほん・東海道五十三次シリーズ』8:55～9:00　全10話で音楽を担当
★2013年4月5日、12日
NHK「にほんごであそぼ」AUN J クラシック・オーケストラが出演
19月26日[再]
★2013年6月　NHK「にほんごであそぼ」元気コンサート in 大船渡に出演
★2017年2月19日マレーシア国営放送RTM局のTV2チャンネル60分番組で放送
★2017年3月5日天皇陛下のベトナム公式訪問を記念して「ONE ASIA Joint Concert 2016 in Singapore」がベトナム放送 VTV6で放送
★2017年3月24日ミャンマー国営テレビMRTVでONE ASIA Joint Concert2016 in シンガポールが放送
★2017年4月号　男性誌「レオン」にAUN J クラシック オーケストラの記事が掲載
★千葉テレビ「宿坊なう」
山野安珠美出演
2017年5月2日（火）23：30～　30分間
2017年5月9日（火）23：30～　30分間
★2017年7月より2ヶ月間、ANA国際線で、AUN J の「祭」と「和楽器でジブリ」を機内オーディオ番組で放送。ANA国際線SKY CHANNELで、「ONE ASIAのアンコールワットでのコンサートライブDVD」を機内ビデオ番組で放映
★出光興産テレビコマーシャル「ふるさとガールズ」に起用される。
題名のない音楽会で放送。
★2017年7月より3ヶ月間、ANA国際線で、AUN J の「祭」や「和楽器でジブリ」など機内オーディオ番組で放送。ANA国際線SKY CHANNELでは、「ONE ASIAのアンコールワットでのコンサートライブDVD」を機内ビデオ番組で放映。
2017年10月13日(金)
別所哲也ナビゲーターのJ-WAVE TOKYO MORNING RADIOに生出演。
経歴
◎2009年1月10日 六本木スイートベイジルでデビューコンサート
2010年8月17日
週刊女性
響け！“日本の心”　見開きカラーページにて
2012年11月
和楽器アプリ「AUN J」　Appよりダウンロード開始
2013年3月18日
NHK「テレビ絵本」音楽制作担当
2013年3月23日,24日
東京六本木ブルーシアター2days4回公演
2013年4月
週刊女性　「イケメン特集」でAUN J クラシック・オーケストラ男組を紹介
2013年8月23日
「AUN J クラシック・オーケストラ」とプロ野球球団「横浜ベイスターズ」との初のコラボレーション「勝祭」をリリース！
2013年12月13日
日・ASEAN友好協力40周年記念～心と心の架け橋～
内閣広報室からYouTubeにアップされた安倍首相のASEAN訪問の映像に山田路子作曲「桜小道」が採用されました。
https://www.youtube.com/watch?v=2RFgfD41wxc&feature=youtu.be
2014年4月9日
ボストン・フェンウェイパークにてメジャーリーグ「ボストン・レッドソックス」対「テキサス・レンジャーズ」の試合開始前に、アメリカ合衆国国歌を演奏しました。
https://www.youtube.com/watch?v=_jdTlMmBP9Q
2014年4月　米国公文書館にてドキュメンタリー映画「うみやまあひだ」上映。同会館でテーマソングを演奏
2014年5月　「TED×TOKYO」にLIVE出演する。
https://m.youtube.com/watch?index=25&list=PLsRNoUx8w3rMPnRKHwjijK_kz26T9IAH2&v=oiM8HSM2f_8
2015年3月22日
ワシントンDC「桜祭り」ワーナーシアターにてオープニング演奏
2015年7月3日
東京ドームにて楽天イーグルス vs 日本ハムファイターズ戦前に「君が代」国歌演奏。
始球式　つんく♂
https://www.youtube.com/watch?v=Wopc4-paRCo
滋賀　彦根城能舞台『井伊直弼公生誕200年祭』
宮城　楽天球場コボスタ『第一回イーグルス花火大会 AUN J クラシック・オーケストラ ミニライブ』
神奈川　横浜スタジアム『横浜ベイスターズ"勝祭"イベント』
ワシントンDC「桜祭り」ワーナーシアターにてオープニング演奏
2016年
ベトナム公演　国立音楽院
フィリピン公演　カルロス・P・ロムロ・オーディトリウム
シンガポール公演　エスプラネードシアター
ドイツ公演　アジア開発銀行イベント　Messe Frankfurt Congress Center
東京　上野恩賜公園　野外ステージ『和楽器ライブ！AUN J クラシック・オーケストラ コンサート』
東京　三越劇場ワンマンコンサート
静岡　富士市文化会館 ロゼシアター 中ホール
東京　伊勢丹本店屋上「森の音と日本の音コンサート」出演
仙台　楽天Koboスタジアム宮城　イベント出演
滋賀県　多賀大社 能舞台　彦根城特設野外ステージ　ワンマン演奏
東京　草月ホール　単独コンサート
2017年
ベトナム 公演
ミャンマー 公演
オーストラリア公演
マレーシア 公演
出光興産コンサート「未来を奏でる音楽会」
山口県周南市、北海道苫小牧、千葉県姉ヶ崎、愛知県知多で公演。
東京オペラシティ コンサートホール「ワンアジアジョイントコンサート」
東京　上野恩賜公園　野外ステージ『和楽器ライブ！AUN J クラシック・オーケストラ コンサート』
千葉　千葉魂　美浜文化ホール公演
東京「題名のない音楽会」収録
鈴鹿八耐イベント　出演
群馬県　バイテック文化ホール公演
東京　JZ Brat LIVE
東京　銕仙会能楽堂　生音公演
新潟　アート・ミックス・ジャパン2017　出演
東京　国立新美術館　演奏
東京　10周年記念　日本橋三井ホール「TOSHINOSE Show Time」
2018年
山口県・美祢市民会館公演
埼玉県　久喜総合文化会館＆熊谷文化創造館
上野恩賜公園野外ステージ　4年連続桜祭コンサート
東京　上野恩賜公園　野外ステージ『和楽器ライブ！AUN J クラシック・オーケストラ コンサート』
ロシア　サンクトペテルブルク
5月24日　マリインスキーコンサートホール
5月25日　日ロ首脳会談　エカテリーナ宮殿の前夜祭にて日本代表として演奏
5月27日　ロシア国立シンフォニーカペラホール
ロシア 巨大フェス「J-FEST」の音楽にAUN J クラシック オーケストラの音楽が採用される。
銀座和楽器カフェライブ開始
6月30日　東京　銕仙会能楽堂　生音公演
9月19日　伊勢神宮内宮の参集殿能舞台にて柴咲コウさんと「月のしずく」で奉納演奏する。
１０月　HZETTRIO TV収録　「ソクドノオンガク」合計３回
10月20日　ピアノデュオ「レフレール」と初コラボコンサートを成功させる。
12月29日　渋谷SOUND OF TOKYO JZBrat 年の瀬10周年記念ライブ「THIS IS AUNJ」

２０１９年
2月10日　グランシップ東静岡　HZETTRIOとのコラボレーション
2月20日から25日　銀座三越本店にてJ-Classic Cafe開店
2月28日　インドネシア公演
3月　明治チョコレート音頭制作
6月29日　世界遺産奉納コンサート　宗像大社でHZETTRIOとのコラボレーション
7月7日　エフエム横浜で「THE SOUNDS OF JAPAN」AUN Jのオリジナル番組が始まる。
7月26日　GINZA SIXでタケカワユキヒデさん、鈴木瑛美子さんと初のコラボレーション
7月28日　世界遺産奉納コンサート　吉野町蔵王堂でHZETTRIOとのコラボレーション
8月16日　NHK Eテレ　「にっぽんの芸能」に出演し、全国放送される。
8月30日　ノルウェーオスロでコンサート
9月19日　伊勢神宮内宮の参集殿能舞台にて柴咲コウさんと「月のしずく」で奉納演奏する。
9月25, 26日　名古屋、京都でレフレール、森崎ウィン、タケカワユキヒデさんコラボレーションライブを成功させる。
１２月２７日　横浜にぎわい座にて石井竜也さんとのコラボレーションライブを成功させる。　

２０２０年　１月１６日から１９日　中部地方コンサートツアーを成功。
２月１１日　建国記念日　明治神宮で記念演奏
１２月５日　ロシアへ生中継ライブ

２０２１年
３月２４日　ニューアルバム「環ル森」サステイナブルフォレストをリリース
７月　毎月１日、新曲配信スタート
主な海外公演
2010年
フランス・モンサンミッシェル修道院内で世界初のコンサート
2011年
イタリア4都市ツアー（ローマ、フィレンチェ、ルッカ、サンマリノ）
2012年
クロアチア（ドゥブロビゥニク）
中国（桂由美ブライダルショー参加）
アジア
2013年
カンボジア　　アンコールワット特設会場
タイ　　　　　アクサラシアター
インドネシア　ウスマル・イスマイルホール
ベトナム　　　ハノイ青年劇場
パプアニューギニア ツアー（2回）
2014年
ブルネイ　　国際会議場
ベトナム　　ハノイ・オペラハウス
ミャンマー　ヤンゴン国立劇場
北米ツアー（ボストン、ワシントンDC、ニューヨーク）
2015年
ジャカルタ　パフォーミングアート　シアター
ラオス　　　ラオス国立文化会館
マレーシア　デワン・ フィルハーモニー・ペトロナス
2016年
ベトナム国立音楽院
フィリピン　カルロス・P・ロムロ・オーディトリウム
シンガポール　エスプラネードシアター
2017年
ベトナム ミャンマー オーストラリア　 マレーシア
東京オペラシティホール公演
2018年
ロシア　サンクトペテルブルク
マリインスキーコンサートホール
日ロ首脳会談　前夜祭にて日本代表として演奏
ロシア国立シンフォニーカペラホール
2019年
ノルウェーオスロ　オペラハウスで演奏

渡航国
アメリカ　ロシア　オーストラリア　ドイツ　フランス、イタリア、クロアチア、サンマリノ、ノルウェー、
パプアニューギニア　中国、韓国＋ASEAN10各国
２２カ国

## 関連ユニット
以下のユニットのメンバー９名を加え、総勢１６名からなるTeam J CLASSIC ORCHESTRAとしても活動している。
- SAMURAI J BAND（サムライ・ジェイ・バンド）２０２０年解散

メンバー：伊藤ケイスケ（津軽三味線）、シンゴ（太鼓）、佐藤公基（尺八）、本間貴士（箏）。
- NADESHIKO J ENSEMBLE（ナデシコ・ジェイ・アンサンブル）

メンバー：田辺しおり（尺八）、伊藤江里菜（箏）、渡部祐子（箏、三絃、十七絃）
- SAKURA J SOUNDS（サクラ・ジェイ・サウンズ）

メンバー：玉置ひかり（笛）、石本かおり（箏）、松井咲（十七絃）